# ムーニコス
ムーニコス（古希: Μούνιχος, Mounichos）は、ギリシア神話の人物である。長音を省略してムニコスとも表記される。主に、
- ドリュアースの子
- アテーナイの王

が知られている。以下に説明する。

## ドリュアースの子
このムーニコスは、ドリュアースの子でエーペイロス地方のモロッシアの王、予言者である。レーランテーと結婚し、予言者アルカンドロス、メガレートール、ピライオス、娘ヒュペリッペーをもうけた。
アントーニーヌス・リーベラーリスによると、ムーニコスとその家族はみな正しい心の持ち主であり、神々への信仰心が篤かったので、神々も彼らを愛していた。ある夜、ムーニコスたちは盗賊の襲撃を受けた。彼らは塔にこもって戦ったが、盗賊たちは館に火を放った。ゼウスは彼らが死ぬのを見るに堪えず、鳥に変えることにした。火を避けるため水の中に飛び込んだヒュペリッペーはミズナギドリ（Aithyia）に、ムーニコスとアルカンドロスはノスリ（Triorches）とミソサザイ（Orchilos）に変わって火の中から飛んで逃げた。溝に入って火から逃れたメガレートールとピライオスは小型の鳥ヒメバチドリ（Ichneumon）とイヌドリ（Kyon）に変わった。妻レーランテーはアカゲラ（Pipo）になった。
オウィディウスも『変身物語』の中で、モロッシアの王ムーニコスの息子たちが鳥に変身し、賊の放った火から逃れたと語っている。

## アテーナイの王
このムーニコスは、アッティカ地方の都市アテーナイの王である。ムーニコスはトラーキア人に追われたミニュアース人を港の周囲に移住させたので、ミニュアース人は王にちなんだ名前ムーニュコスを港につけた。ピレウスで発見された碑文からムーニコスへの英雄崇拝が存在したことが明らかになっている。